# Co-operators Assurance et services financiers
Le Groupe Co‑operators est une coopérative canadienne qui gère des actifs de 35,1 milliards de dollars. Elle assure plus de deux millions de personnes à l’échelle du pays.

## Histoire
La compagnie d’assurance Co-operators a été créée par des agriculteurs pour satisfaire leurs besoins en assurance  et ceux de leurs collectivités, à une époque où ils estimaient que les assureurs traditionnels ne répondaient pas à leurs exigences. L’objectif de ce type de coopératives d’assurance était de permettre aux titulaires de police d’assurance de se protéger dans les bons comme dans les moins bons moments. C’est ce même idéal de coopération qui a donné naissance partout au Canada à des organisations communautaires telles que les caisses populaires, les caisses d’épargne et de crédit et les services d’incendie[réf. nécessaire].